# Аптека

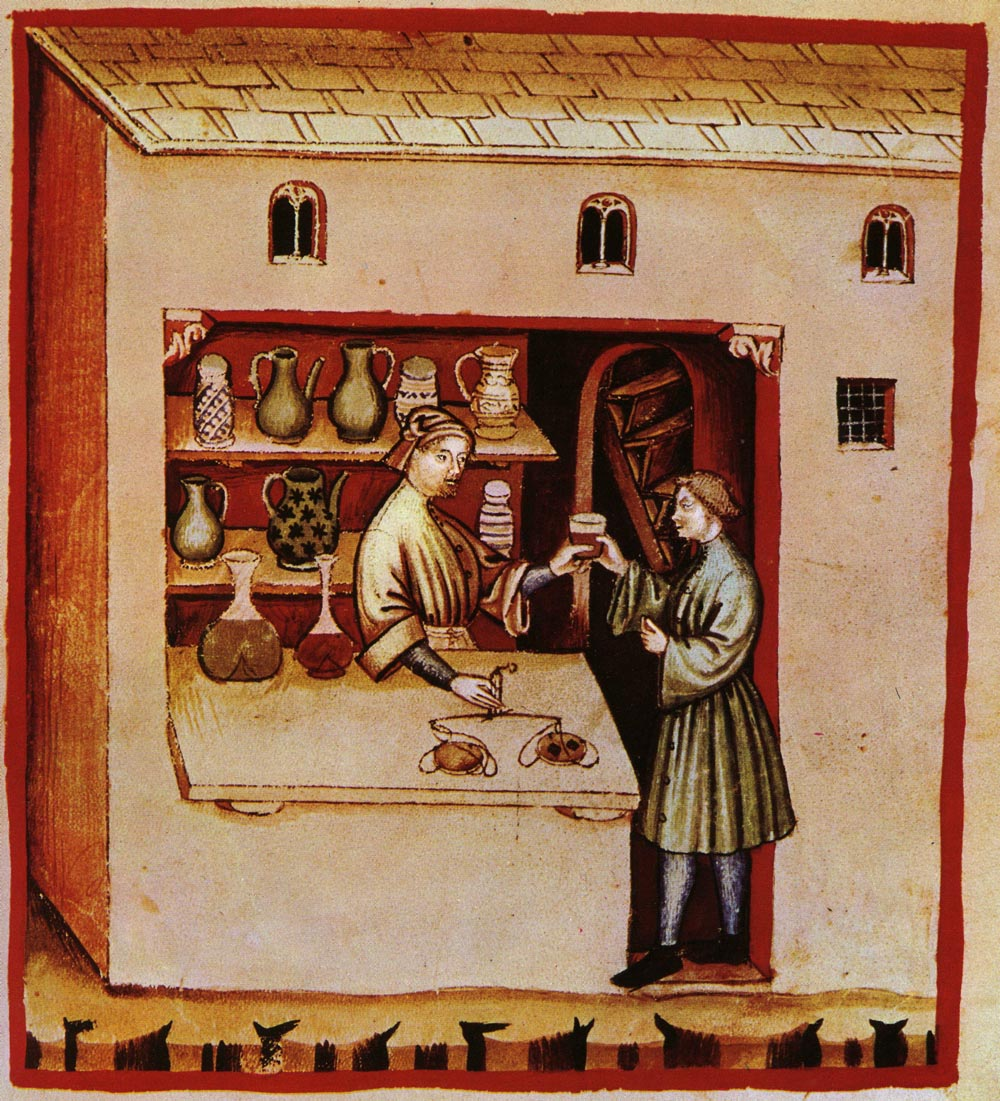
Аптека XIV века

Апте́ка (через лат. apotheca и нем. Apotheke, от греч. ἀποθήκη — «склад») — особая специализированная организация системы здравоохранения, занимающаяся изготовлением, фасовкой, анализом и реализацией лекарственных средств.
Аптеку традиционно рассматривают как учреждение здравоохранения, а её деятельность формулируют как «оказание фармацевтической помощи населению». Фармацевтическая помощь включает в себя процедуру консультирования врача и пациента с целью определения наиболее эффективного, безопасного и экономически оправданного курса лечения.
Как регламентированные государством учреждения аптеки возникли в VIII веке в Багдаде.
Открытие первой аптеки в России состоялось в 1581 году. В XVII веке высшим органом по медицинскому и аптечному делу был Аптекарский приказ. В 1701 году Пётр I издал указ об организации в Москве частных аптек. В конце XVIII века в Российской империи насчитывалось примерно 100 аптек. Их деятельность определялась Аптекарским уставом 1789 года. К 1914 году в Российской империи насчитывалась 4791 аптек. 28 декабря 1918 года декретом Совнаркома аптеки были национализированы и переданы в ведение Наркомздрава.

## Классификация по характеру деятельности

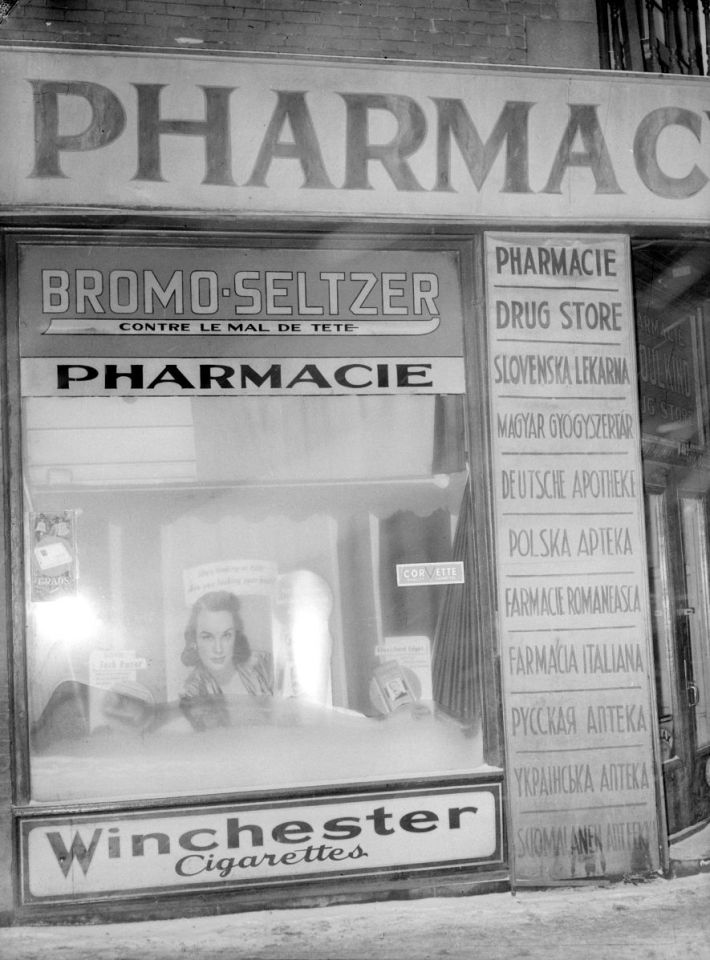
Аптека в Монреале с многоязычной вывеской, 1942 год

- Производственные — в производственных аптеках находятся производственные помещения (ассистентские, моечные, дистилляционные (коктории), боксы и проч.), где изготавливаются лекарства, и зал для посетителей. Изготовлением лекарств по рецептам и назначениям врачей могут заниматься фармацевты и провизоры, под контролем провизора-технолога и провизора-аналитика. Последний проводит качественный и количественный анализ приготовленных форм. Несколько десятилетий назад в ассистентской различали места для изготовления мягких (мази, свечи), жидких (микстуры, растворы) и твёрдых (порошки) форм. Глазные капли и инъекционные растворы изготавливают в асептических условиях бокса.
- Аптеки готовых лекарственных форм — аптеки данного типа занимаются только реализацией лекарств, изготовленных на заводах фирм-производителей.

## Классификация по характеру отпуска
Для аптечных организаций ГОСТом 91500.05.0007-2003 установлена следующая классификация.

### Аптека (собственно)
Может осуществлять следующие функции:
- реализацию населению готовых лекарственных препаратов (в том числе гомеопатических препаратов) по рецептам и без рецептов врача, учреждениям здравоохранения по требованиям или заявкам;
- изготовление лекарственных препаратов по рецептам врачей и требованиям учреждений здравоохранения, изготовление внутриаптечной заготовки в соответствии с утверждёнными прописями и фасовку лекарственных препаратов и лекарственного растительного сырья с последующей их реализацией;

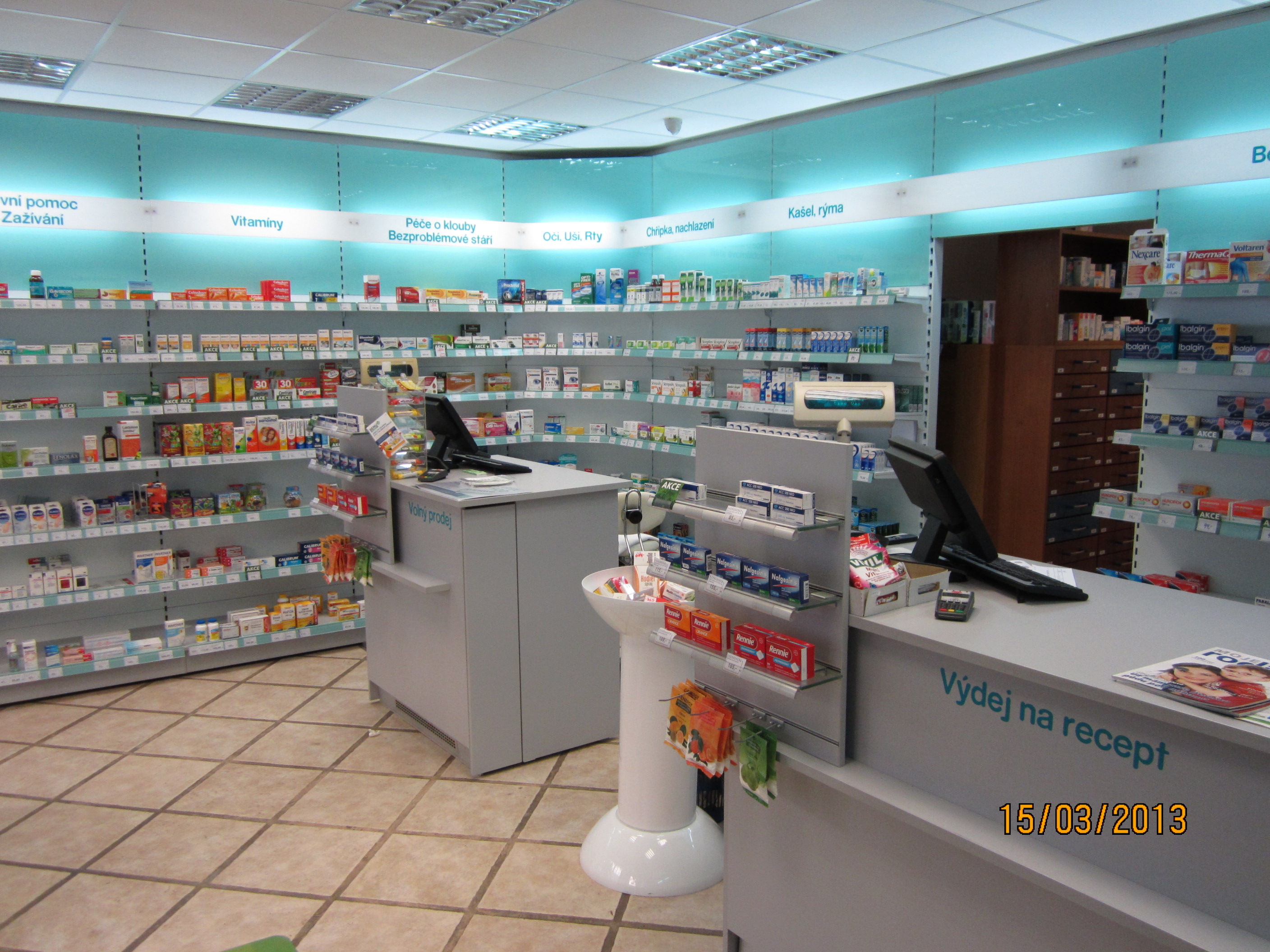
Прилавок аптеки
готовых лекарственных форм

- отпуск лекарственных препаратов бесплатно или со скидкой отдельным группам населения в соответствии с действующим законодательством Российской Федерации и на основании заключённых договоров с территориальными органами управления здравоохранением, лечебно-профилактическими учреждениями и страховыми компаниями;
- реализацию лекарственного растительного сырья в заводской упаковке; изделий медицинского назначения (в частности, предметов ухода за больными, изделий медицинской техники, в том числе профилактического назначения, диагностических средств, лечебно-профилактического белья, чулочных изделий, бандажей, предметов ухода за детьми, аптечек первой медицинской помощи и других); дезинфицирующих средств; предметов (средств) личной гигиены (в частности, средств ухода за кожей, волосами, ароматических масел и других); оптики (в частности, готовых очков, средств по уходу за очками и других); минеральных вод (натуральных и искусственных); лечебного, детского и диетического питания (в частности, пищевых добавок лечебного и профилактического назначения и других); косметическую и парфюмерную продукцию (далее — медико-фармацевтическая продукция, разрешённая к отпуску из аптечных организаций);
- отпуск предметов через пункт проката в соответствии с установленным порядком;
- предоставление населению необходимой информации по надлежащему использованию и хранению лекарственных препаратов в домашних условиях;
- предоставление медицинским работникам учреждений здравоохранения, просвещения, социального обеспечения и др. необходимой информации об имеющихся в аптеке лекарственных препаратах, а также о новых лекарственных препаратах;
- оказание первой медицинской помощи;
- оказание консультативной помощи в целях обеспечения ответственного самолечения.

### Аптечный пункт
Может осуществлять следующие функции:

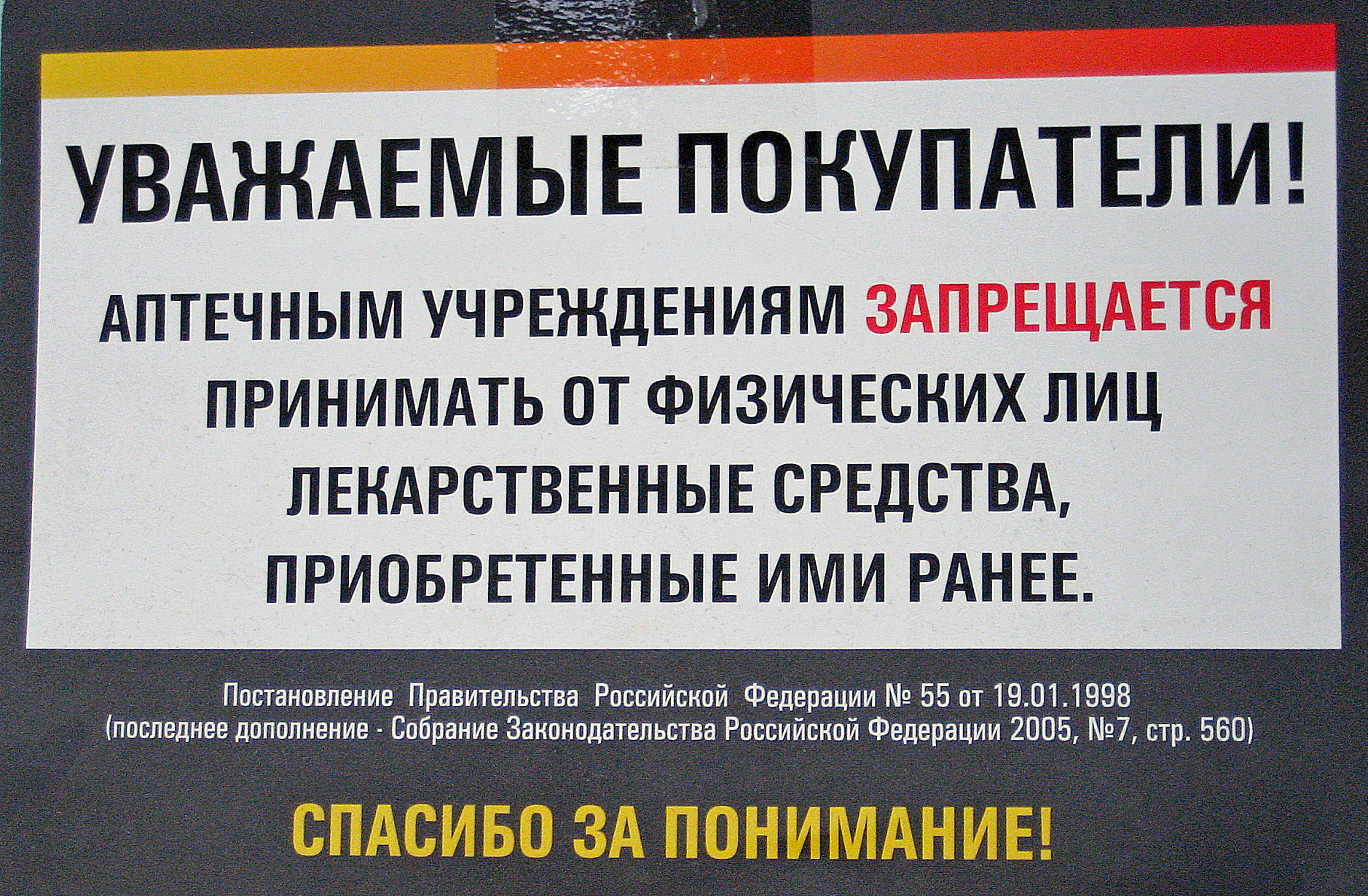
Будьте внимательны при покупке лекарств. Они не подлежат возврату и обмену, сверяйтесь с рецептом и дозировкой.

- реализацию населению лекарственных препаратов по рецептам врача (кроме наркотических средств, психотропных, сильнодействующих и ядовитых веществ) и без рецепта врача; реализацию расфасованного лекарственного растительного сырья в заводской упаковке, изделий медицинского назначения, предметов (средств) личной гигиены;
- изготовление лекарственных препаратов по рецептам врача, изготовленной внутриаптечной заготовки в соответствии с утверждёнными прописями и фасовку лекарственных препаратов с последующей их реализацией;
- отпуск лекарственных средств бесплатно или со скидкой отдельным группам населения в соответствии с действующим законодательством Российской Федерации и на основании заключённых договоров с территориальными органами управления здравоохранением, лечебно-профилактическими учреждениями и страховыми компаниями;
- предоставление населению необходимой информации по надлежащему использованию и хранению лекарственных препаратов в домашних условиях; оказание консультативной помощи в целях обеспечения ответственного самолечения;
- предоставление медицинским работникам учреждений здравоохранения, просвещения, социального обеспечения необходимой информации об имеющихся в аптечном пункте лекарственных препаратах, а также о новых лекарственных препаратах;
- оказание первой медицинской помощи.

### Аптечный киоск
Может осуществлять следующие функции:
- реализацию населению лекарственных препаратов без рецепта врача; реализацию расфасованного лекарственного растительного сырья в заводской упаковке, изделий медицинского назначения, предметов (средств) личной гигиены;
- предоставление населению необходимой информации по надлежащему использованию и хранению лекарственных препаратов в домашних условиях;
- оказание первой медицинской помощи.

### Аптечный магазин
То же что и аптечный киоск, отличий от которого нормативная документация не устанавливает.

### Аптеки дистанционной реализации
Аптеки дистанционной реализации (с доставкой на дом) часто называют Интернет-аптеками. Это неточно: до сих пор заметная часть дистанционных аптек не имеет своего сайта, потребители делают в них заказ по телефону. Многие постоянные клиенты делают заказ по телефону даже при наличии у аптеки сайта. Тем не менее, эффективный Интернет-интерфейс весьма важен для дистанционной аптеки, поскольку облегчает процесс выбора и стимулирует импульсный спрос. При дистанционном заказе лекарств также часто можно получить консультации фармацевта.

## Символы

Сосуд Гигеи — международный символ фармации
Зеленый крест с чашей Гигеи — Европа и Индия
Зелёный крест — Европа, Великобритания и Индия
Красная стилизованная буква A от нем. Apotheke — Германия и Австрия
«Три ложки» - символ аптеки, распространённый в Германии в 1930-х годах
Ступка — англоговорящие страны
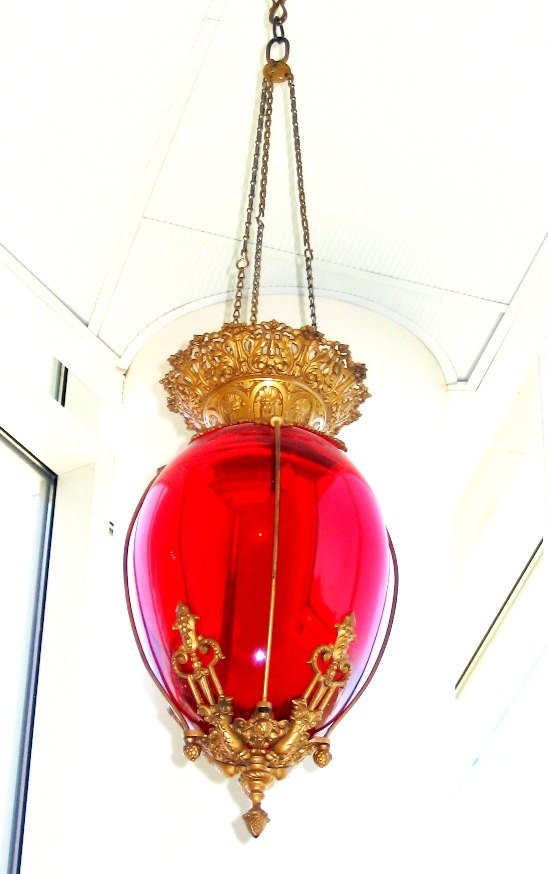
Аптечный шар — Соединённые Штаты Америки до XIX века
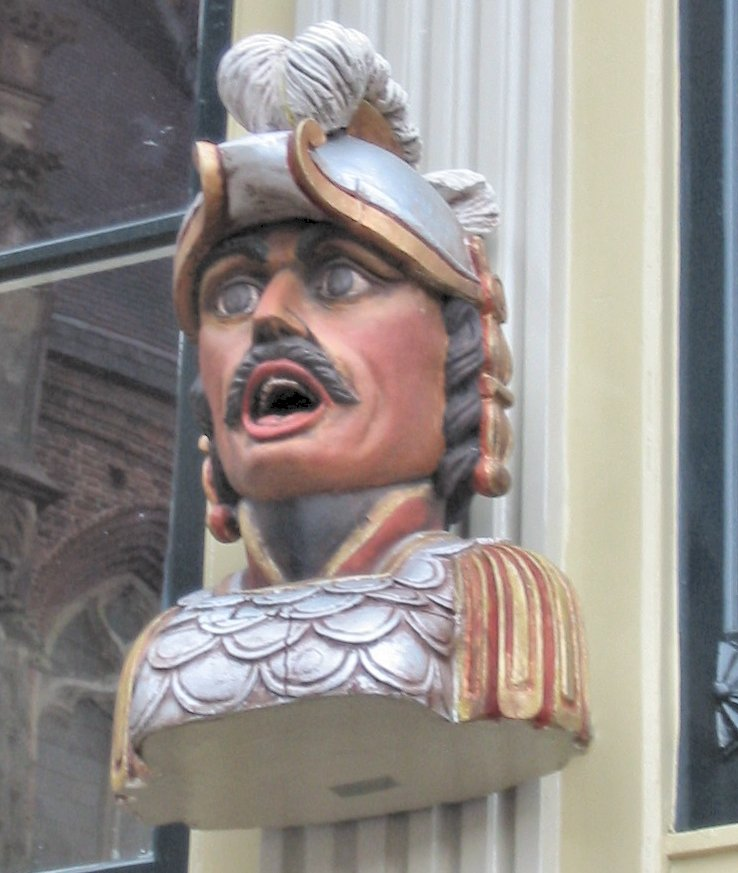
Зевака[нидерл.] — Нидерланды
℞ (от лат. recipe — возьми, U+211E в юникоде) — символ рецепта

## Галерея

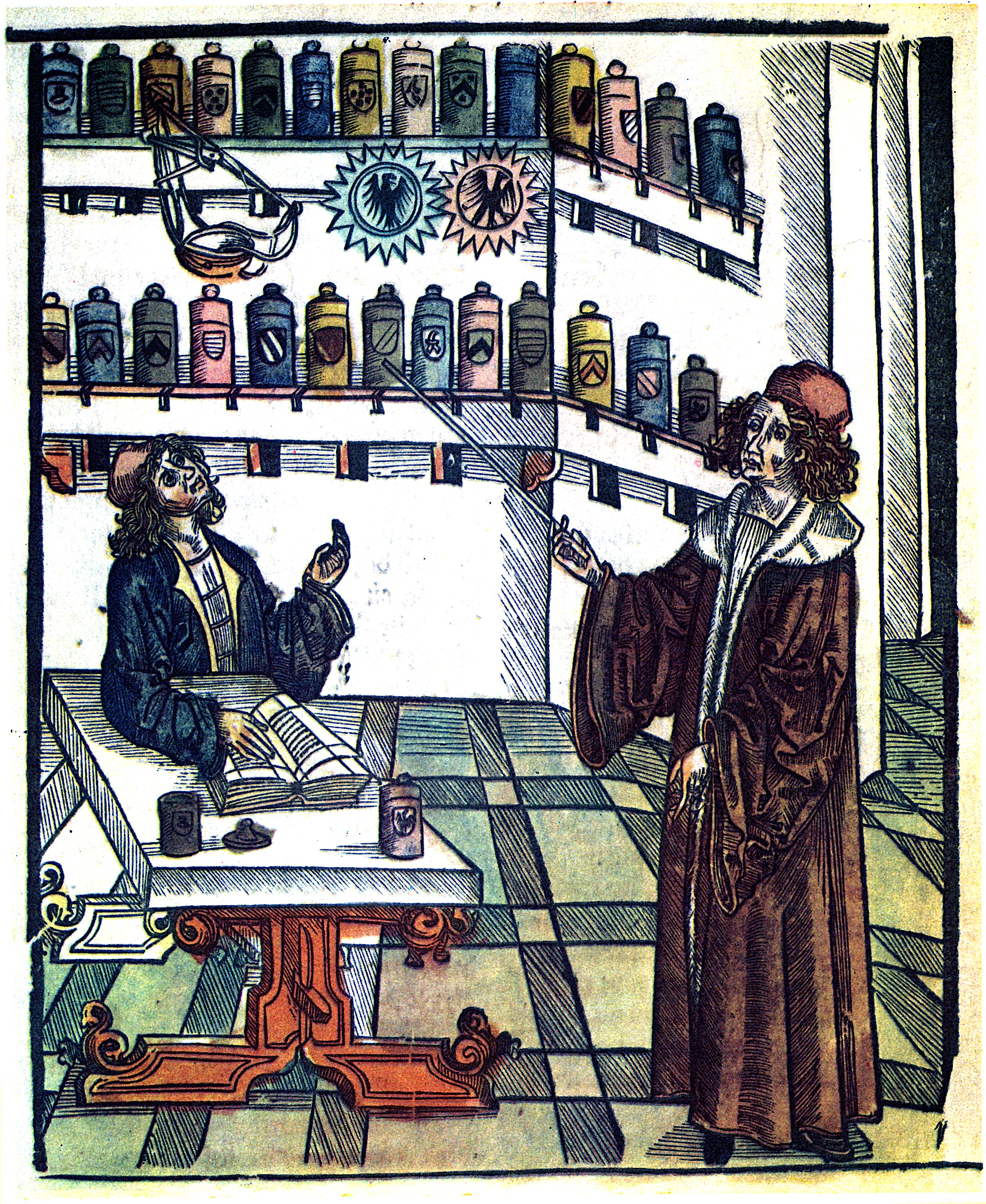
Врач и фармацевт в аптеке (иллюстрация XVI века)
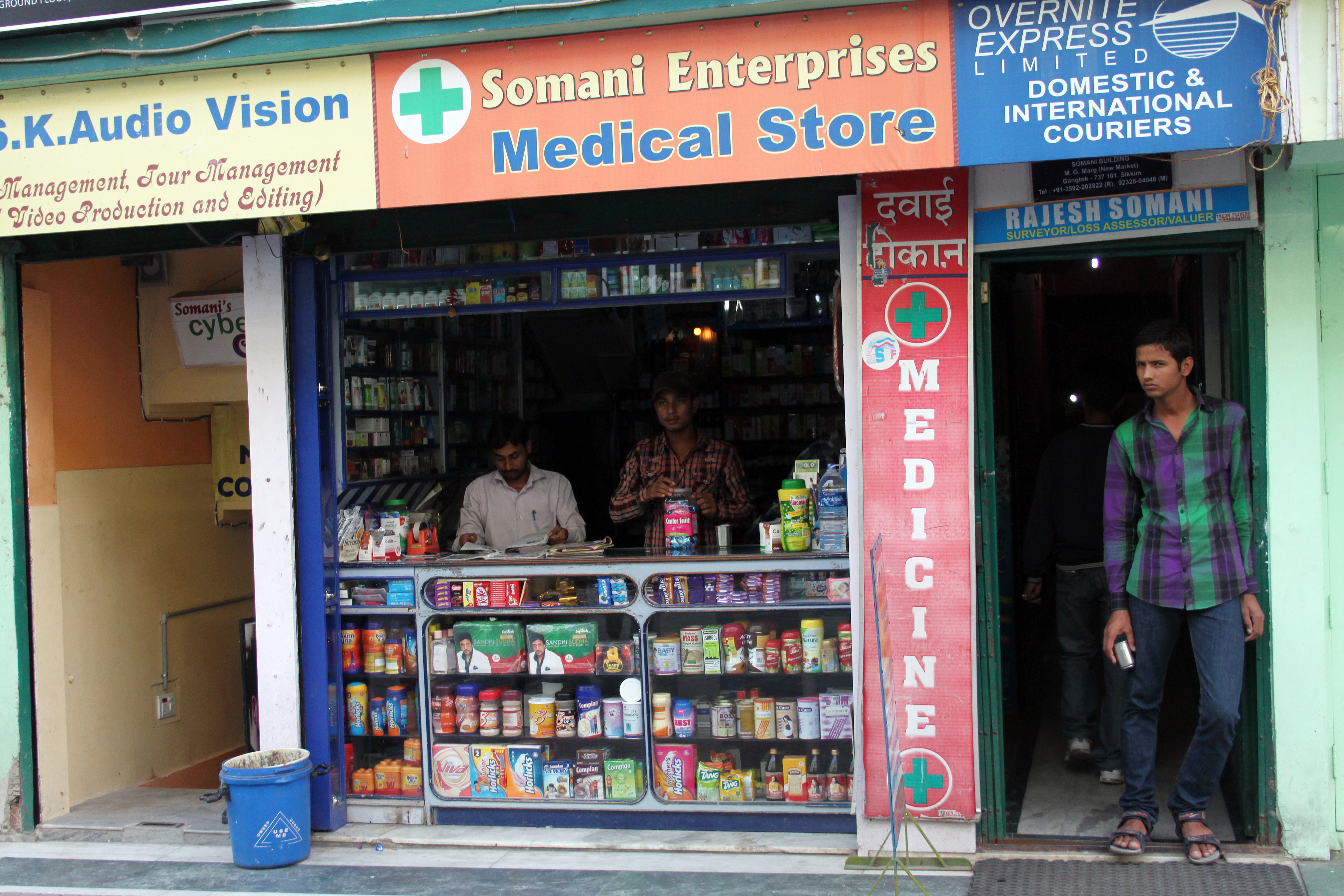
Аптека в Гангтоке, Индия
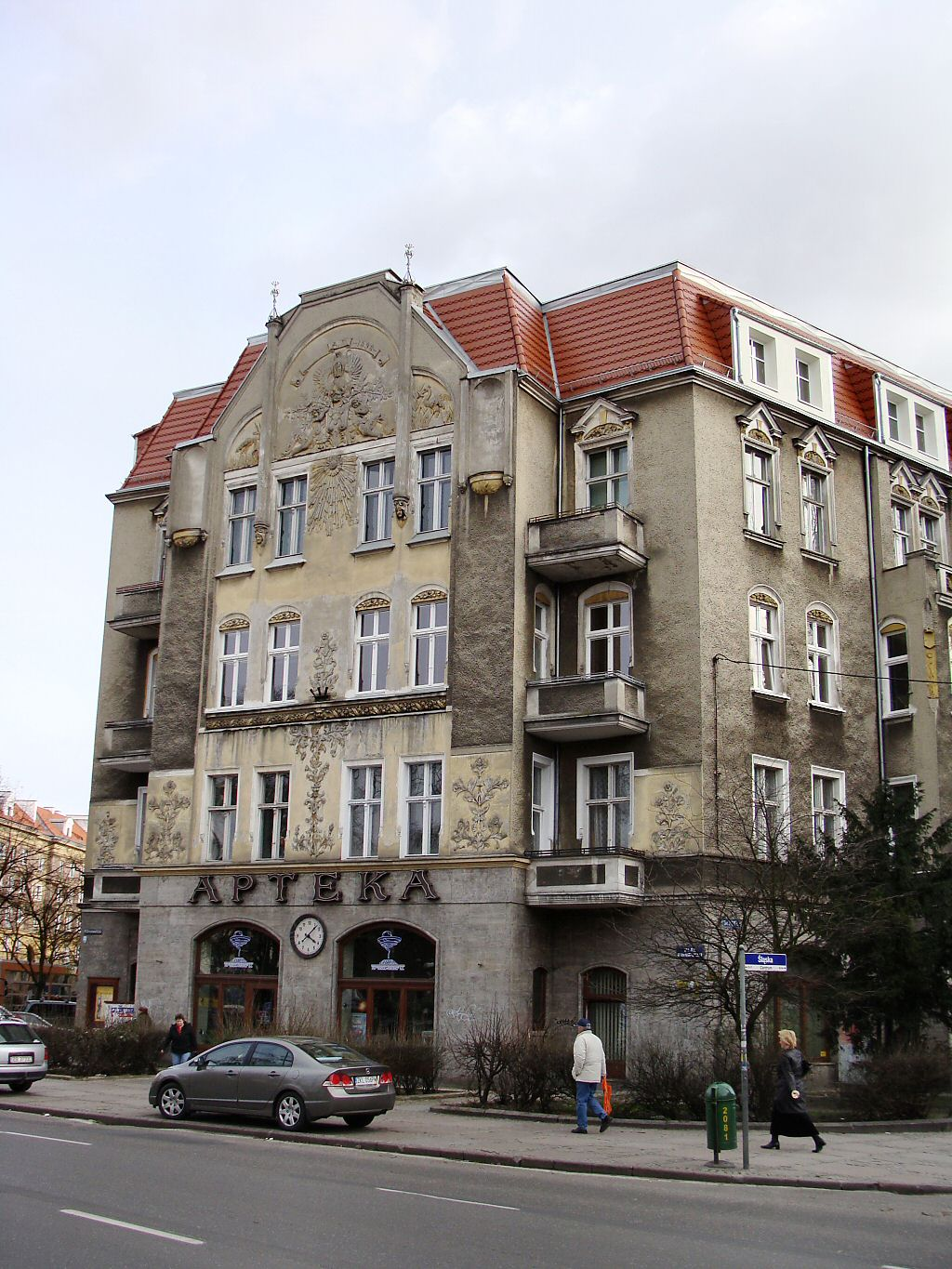
Современная аптека в старом здании, Польша
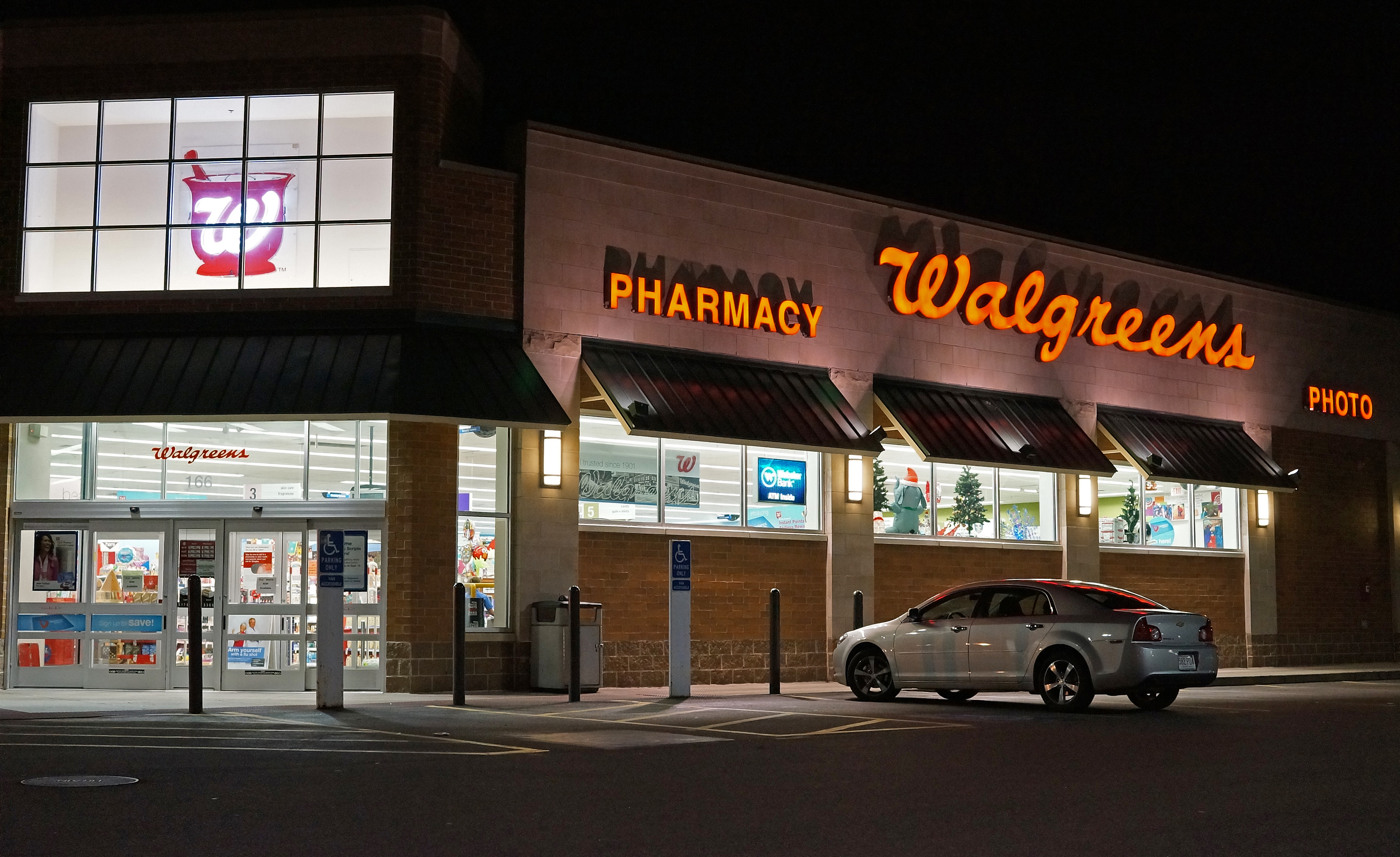
Сеть аптечных магазинов в США
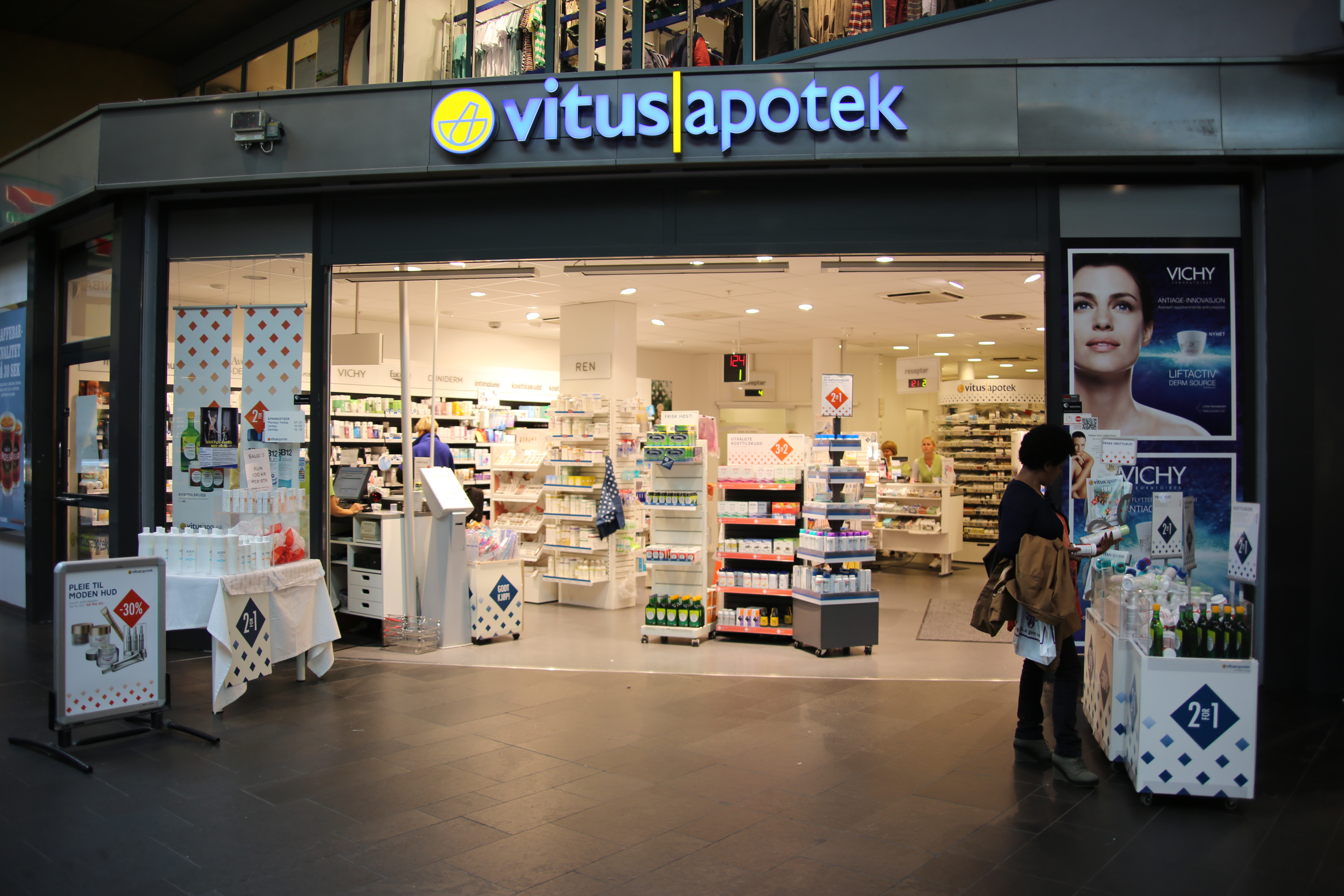
Аптека в торговом центре в Норвегии
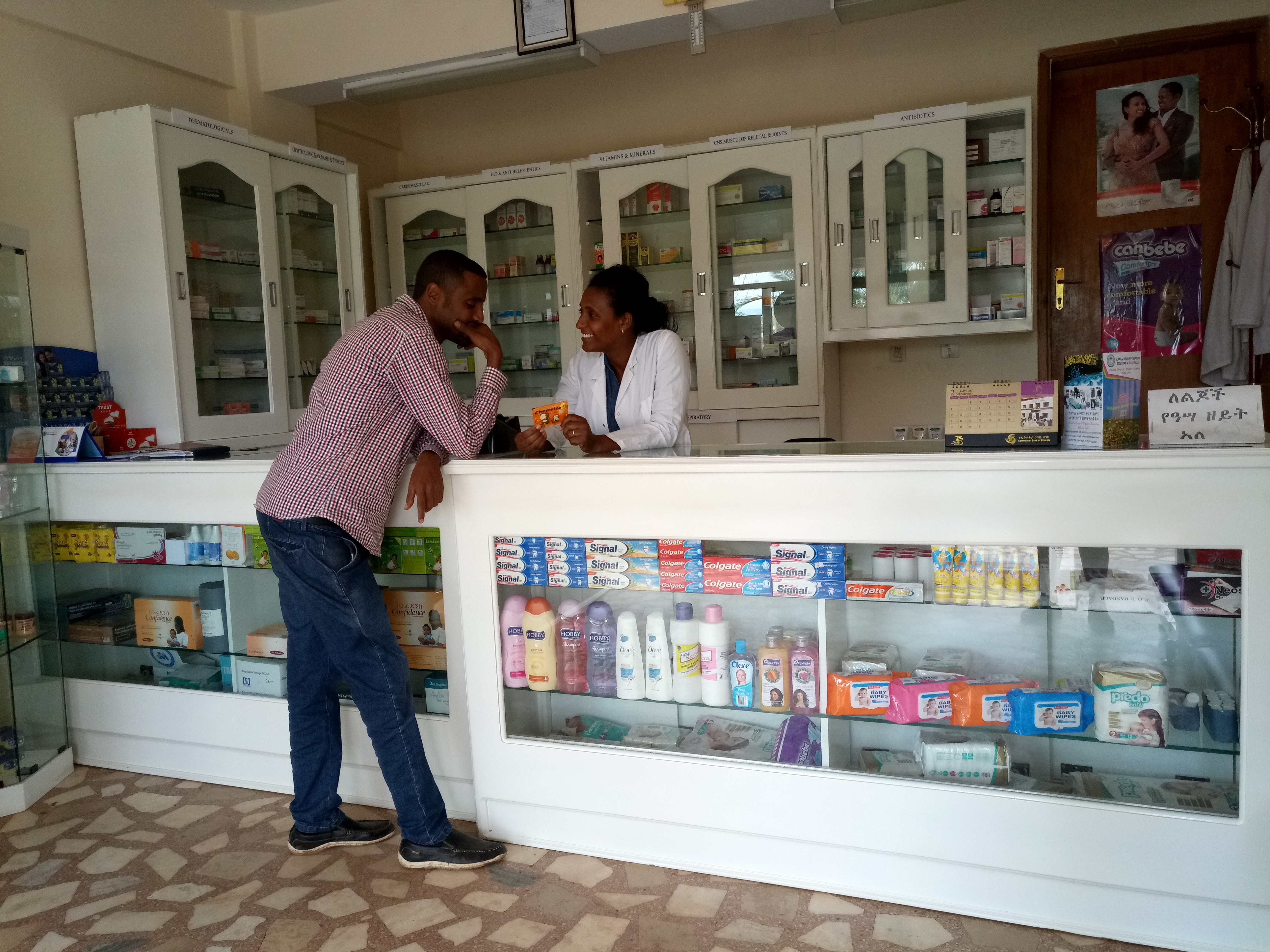
Интерьер аптеки в Эфиопии